# Vatatza Lascaris di Ventimiglia
Vatatza Lascaris di Ventimiglia (Ventimiglia, fra il 1268 e il 1272 – Coimbra, 1336) è stata una nobile italiana figlia del conte di Tenda Guglielmo Pietro I di Ventimiglia e della principessa bizantina Eudossia Lascaris.

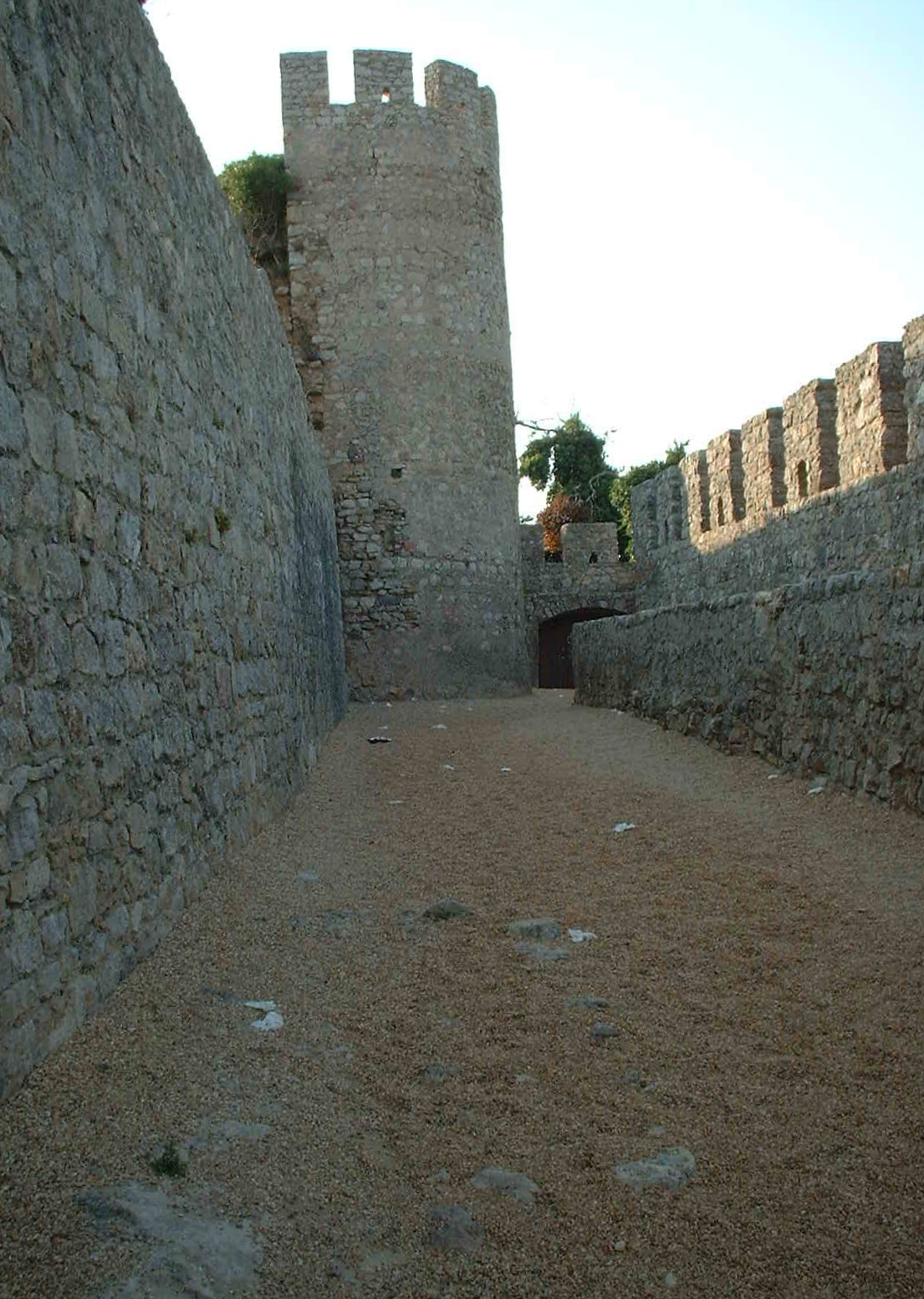
Scorcio del Castello di Santiago do Cacem, posseduto insieme alla sua ampia signoria da Vatatza Lascaris di Ventimiglia.

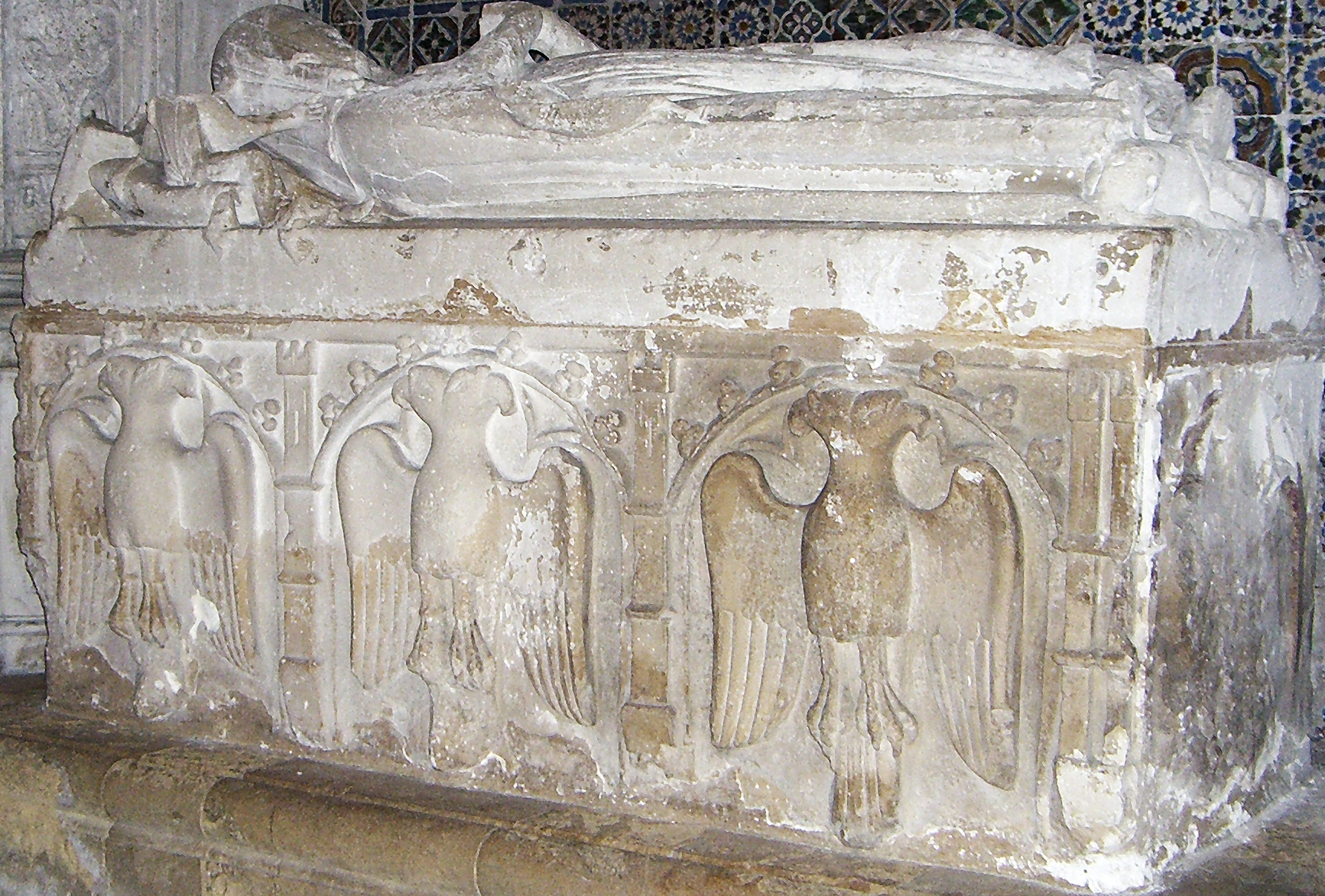
Sarcofago nella Cattedrale di Coimbra della contessa Vatatza Lascaris di Ventimiglia, morta nel 1336.

Vatatza accompagnò la madre Eudossia che seguì in esilio Costanza di Staufen – figlia di Federico II e vedova dell'imperatore Giovanni III Ducas Vatatze – in Aragona, presso la nipote Costanza di Hohenstaufen, che si era accasata con il re Pietro III d'Aragona. Negli anni seguenti Eudossia divenne una figura importante presso la corte d'Aragona.
Cresciuta, Vatatza si recò in Portogallo al seguito di donna Isabella d'Aragona andata sposa a Dionigi, il locale sovrano, e si maritò con il cavaliere lusitano Martino Gil de Sousa. Si trasferì ancora, come dama di compagnia della giovanissima Costanza d'Aragona, andata dodicenne in sposa a Ferdinando IV re di Castiglia. La fitta corrispondenza diplomatica con i re aragonesi dimostra la sua adesione alla lor causa – e il suo ruolo di punto di riferimento per la diplomazia aragonese in Castiglia - ma nondimeno riesce a esser nominata nella corte castigliana curatrice del neonato erede al trono, il futuro Alfonso XI.
I delicatissimi incarichi diplomatici in cui si disimpegna Vatatza, relativi alla contestata successione nel Regno di Castiglia e nella revisione dei trattati intercorsi con l'Aragona, fruttano alla contessa Lascaris di Ventimiglia riconoscimenti da ogni lato. Il re di Castiglia nel 1310 la investe della signoria di Villalar, quello del Portogallo della vasta commenda di Santiago do Cacem con la città di Sines e del castello di Ponoias. Vatatza acquista nel 1310 la città e giurisdizione di Huelva – con il castello di San Pedro - per 200.000 maravedí e la rivende alcuni anni dopo per 300.000, mantenendone però il possesso, poiché non le corrisposero l'intero prezzo.
Presso il castello moresco di Santiago do Cacem, nella chiesa di San Giacomo riedificata da Vatazta di Ventimiglia, è conservata la preziosissima reliquia della Vera Croce di Cristo, proveniente da Costantinopoli con la madre Eudossia. Inizialmente la reliquia bizantina fu conservata nella chiesa della Madonna delle Stanze, nella città di Sines, fatta edificare da Vatatza a seguito di un voto. Nel Tesoro della Basilica Reale di Castro Verde si conserva un'altra reliquia portata da Vatatza dalla Liguria, ovvero il preziosissimo gioiello-reliquiario argenteo della testa di san Fabiano (forse l'omonimo vescovo di Ventimiglia del III sec.).